# 2228 Soyuz-Apollo
Soyuz-Apollo (asteróide 2228) é um asteróide da cintura principal, a 2,5544322 UA. Possui uma excentricidade de 0,1852174 e um período orbital de 2 027,54 dias (5,55 anos).
Soyuz-Apollo tem uma velocidade orbital média de 16,82156626 km/s e uma inclinação de 1,98821º.
Esse asteróide foi descoberto em 19 de Julho de 1977 por Nikolai Chernykh.